# Шнайдер, Герхард
Герхард Оскар Пауль Шнайдер (нем. Gerhard Oskar Paul Schneider; 13 октября 1913, Магдебург, Германская империя — 21 сентября 2000, Ойскирхен, Германия) — гауптштурмфюрер СС, командир части айнзацкоманды 9 в составе айнзагруппы B.

## Биография
Герхард Шнайдер родился 13 октября 1913 года в семье таможенного секретаря. Посещал гуманитарную гимназию в Хайльбад-Хайлигенштадт, с 1927 года ходил в школу при социальном учреждении Франке в Галле-на-Залле. В мае 1933 года был зачислен в ряды СС (№ 117980), но вышел из организации в 1934 году. После сдачи экзаменов на аттестат зрелости Шнайдер поступил на службу в 9-й пехотный полк в Потсдаме в качестве фаненюнкера. 1 сентября 1936 года поступил на службу в отделение гестапо в Потсдаме. В 1937 и 1938 году проходил курсы на получение должности комиссара. После сдачи экзамена в июле 1938 года был официально принят в СС и переведён в гестапо в Галле. 1 марта 1940 года вступил в НСДАП (билет № 7552651). 20 апреля 1940 года был переведён в отдел IV E3 (служба контрразведки «Запад») Главном управлении имперской безопасности (РСХА) в Берлине. После окончания Западной кампании стал членом комиссии, которая контролировала перевод немецких заключенных и военнопленных из лагерей и тюрем вишистской Франции в Германию. Во время зимнего семестра 1940 и 1941 года изучал право.
В мае 1941 годы присоединился к айнзацкоманде 9 под руководством Альфреда Фильберта, сформированной для запланированного массового уничтожения мирного населения после нападения Германии на СССР. В начале июля 1941 года вместе с командой вступил в Вильнюс. Там и в других местах Шнайдер участвовал в расстрелах еврейского населения. В расстреле в Вильнюсе он участвовал собственноручно, а также участвовал в расстреле 100 евреев в Молодечно под Вилейкой. В качестве командира части подразделения Шнайдер руководил расстрелом еврейского населения в Сураже. В августе 1941 года был переведён в штаб айнзацгруппы B в Смоленске. В сентябре 1941 года вернулся в Берлин и продолжил обучение. В октябре 1942 года сдал первый государственный экзамен и проходил стажировку в Кёнигсберге. В июле и августе 1943 года посещал офицерскую школу. 2 сентября 1943 года сдал второй государственный экзамен и поступил на административную службу в Данциге. Там он работал следователем и защитником в суде СС и полиции при инспектора полиции безопасности и СД. В конце января 1945 года стал офицером связи СС со штабом Группы армий «Висла».
После войны жил под чужим именем в районе Любека и работал у фермера, затем у овощевода в регионе Фирланде. С 21 ноября 1946 по 20 июля 1948 был интернирован в Нойенгамме. 20 июля 1948 года денацификационный суд в Бергедорфе за принадлежность к СС приговорил Шнайдера к 6 месяцам заключения в тюрьме. После освобождения отправился в Шваневеде. Окружной суд Гамбурга 20 января 1949 года приговорил Шнайдера к денежному штрафу. 10 ноября 1949 года главной денацификационной комиссией в Штаде был отнесен к категории V (оправданные). Как перемещенное лицо, он участвовал в строительстве поселений на новом месте жительства, поэтому в 1950 году был назначен членом районного строительного комитета. Он стал 1-м председателем местной ассоциации и 2-м председателем районной ассоциации перемещенных лиц, председателем совета родителей в школе и арбитром в Шваневеде. Осенью 1952 года вступил в BHE (Союз лишенных родины и бесправных) и был избран в местный совет. В том же году стал районным советником BHE и 2-м заместителем районного администратора. В 1953 году был безработным. В мае 1956 года устроился на работу в министерство экономики и транспорта Нижней Саксонии. 21 мая 1959 года был арестован, однако 24 мая 1964 года выпущен из следственного изолятора. 28 марта 1966 года земельный суд Западного Берлина за пособничество в убийстве в трёх случаях приговорил его к 6 годам заключения в тюрьме строгого режима. 28 октября 1966 года приговор был утверждён решением Федеральный верховный суд Германии. Прокуратура за убийство в 6 случаях 8000 человек требовал пожизненного заключения. Тем не менее Шнайдер не отбывал срок, поскольку срок заключения в следственном изоляторе и интернирования был засчитан.